# Deens voetbalelftal in 2015
Het Deens voetbalelftal speelde tien officiële interlands in het jaar 2015, waaronder zes duels in de kwalificatiereeks voor het EK voetbal 2016 in Frankrijk. De selectie stond onder leiding van oud-international Morten Olsen. Op 17 november 2015, nadat Denemarken was uitgeschakeld voor deelname aan de EK-eindronde, kondigde hij zijn afscheid aan. Hij had de selectie 166 duels onder zijn hoede. Olsen werd opgevolgd door de Noor Åge Hareide. Op de in 1993 geïntroduceerde FIFA-wereldranglijst zakte Denemarken in 2015 van de 30ste (januari 2015) naar de 42ste plaats (december 2015). Vier spelers maakten dit jaar hun debuut voor de Deense nationale A-ploeg: Erik Sviatchenko (FC Midtjylland), Pione Sisto (FC Midtjylland), Andreas Christensen (Chelsea FC –23) en Riza Durmisi (Bröndby IF).

## Balans
| Wedstrijden | Wedstrijden | Wedstrijden | Wedstrijden | Doelpunten | Doelpunten | Doelpunten | Punten |
| Gespeeld    | Winst       | Gelijk      | Verlies     | Voor       | Tegen      | Saldo      | Punten |
| ----------- | ----------- | ----------- | ----------- | ---------- | ---------- | ---------- | ------ |
| 10          | 3           | 3           | 4           | 11         | 12         | –1         | 0.900  |

## Interlands
|                                                     |                                                                  |       |                                       |                                                                                 |
| 25 maart Vriendschappelijk № 803 «onderlinge duels» | Denemarken                                                       | 3 – 2 | Verenigde Staten                      | NRGi Park, Aarhus Toeschouwers: 10.505 Scheidsrechter: Mattias Gestranius (FIN) |
| 25 maart Vriendschappelijk № 803 «onderlinge duels» | Nicklas Bendtner 33' Nicklas Bendtner 83' Nicklas Bendtner 90+1' |       | 19' Jozy Altidore 66' Aron Jóhannsson | NRGi Park, Aarhus Toeschouwers: 10.505 Scheidsrechter: Mattias Gestranius (FIN) |

|                                                               |                                            |       |            |                                                                                                 |
| 29 maart Vriendschappelijk № 804 «onderlinge duels» 20:45 uur | Frankrijk                                  | 2 – 0 | Denemarken | Stade Geoffroy-Guichard, Saint-Étienne Toeschouwers: 38.458 Scheidsrechter: Ivan Kružliak (SVK) |
| 29 maart Vriendschappelijk № 804 «onderlinge duels» 20:45 uur | Alexandre Lacazette 14' Olivier Giroud 38' |       |            | Stade Geoffroy-Guichard, Saint-Étienne Toeschouwers: 38.458 Scheidsrechter: Ivan Kružliak (SVK) |

|                                                   |                                                 |       |                    |                                                                                         |
| 8 juni Vriendschappelijk № 805 «onderlinge duels» | Denemarken                                      | 2 – 1 | Montenegro         | Energi Viborg Arena, Viborg Toeschouwers: 9.180 Scheidsrechter: Ken Henry Johnsen (NOR) |
| 8 juni Vriendschappelijk № 805 «onderlinge duels» | Christian Eriksen 70' Viktor Fischer 86' (pen.) |       | 17' Stevan Jovetić | Energi Viborg Arena, Viborg Toeschouwers: 9.180 Scheidsrechter: Ken Henry Johnsen (NOR) |

|                                                            |                                      |       |        |                                                                             |
| 13 juni EK-kwalificatie № 806 «onderlinge duels» 20:45 uur | Denemarken                           | 2 – 0 | Servië | Parken, Kopenhagen Toeschouwers: 30.887 Scheidsrechter: Björn Kuipers (NED) |
| 13 juni EK-kwalificatie № 806 «onderlinge duels» 20:45 uur | Yussuf Poulsen 13' Jakob Poulsen 87' |       |        | Parken, Kopenhagen Toeschouwers: 30.887 Scheidsrechter: Björn Kuipers (NED) |

|                                                                |            |       |         |                                                                              |
| 4 september EK-kwalificatie № 807 «onderlinge duels» 20:45 uur | Denemarken | 0 – 0 | Albanië | Parken, Kopenhagen Toeschouwers: 35.648 Scheidsrechter: William Collum (SCO) |
| 4 september EK-kwalificatie № 807 «onderlinge duels» 20:45 uur |            |       |         | Parken, Kopenhagen Toeschouwers: 35.648 Scheidsrechter: William Collum (SCO) |

|                                                                |         |       |            | |
| 7 september EK-kwalificatie № 808 «onderlinge duels» 18:00 uur | Armenië | 0 – 0 | Denemarken | Vazgen Sargsyan Republicanstadion, Jerevan Toeschouwers: 7.500 Scheidsrechter: Svein Oddvar Moen (NOR) |
| 7 september EK-kwalificatie № 808 «onderlinge duels» 18:00 uur |         |       |            | Vazgen Sargsyan Republicanstadion, Jerevan Toeschouwers: 7.500 Scheidsrechter: Svein Oddvar Moen (NOR) |

|                                                              |                   |       |            |                                                                                      |
| 8 oktober EK-kwalificatie № 809 «onderlinge duels» 20:45 uur | Portugal          | 1 – 0 | Denemarken | Estádio Municipal, Braga Toeschouwers: 29.850 Scheidsrechter: Mark Clattenburg (ENG) |
| 8 oktober EK-kwalificatie № 809 «onderlinge duels» 20:45 uur | João Moutinho 66' |       |            | Estádio Municipal, Braga Toeschouwers: 29.850 Scheidsrechter: Mark Clattenburg (ENG) |

|                                                                 |                        |       |                                     |                                                                              |
| 11 oktober Vriendschappelijk № 810 «onderlinge duels» 20:45 uur | Denemarken             | 1 – 2 | Frankrijk                           | Parken, Kopenhagen Toeschouwers: 18.145 Scheidsrechter: Jonas Eriksson (SWE) |
| 11 oktober Vriendschappelijk № 810 «onderlinge duels» 20:45 uur | Erik Sviatchenko 90+1' |       | 4' Olivier Giroud 6' Olivier Giroud | Parken, Kopenhagen Toeschouwers: 18.145 Scheidsrechter: Jonas Eriksson (SWE) |

|                                                                |                                                 |       |                       |                                                                                |
| 14 november EK-kwalificatie № 811 «onderlinge duels» 20:45 uur | Zweden                                          | 2 – 1 | Denemarken            | Friends Arena, Solna Toeschouwers: 49.053 Scheidsrechter: Nicola Rizzoli (ITA) |
| 14 november EK-kwalificatie № 811 «onderlinge duels» 20:45 uur | Emil Forsberg 45' Zlatan Ibrahimović 50' (pen.) |       | 80' Nicolai Jørgensen | Friends Arena, Solna Toeschouwers: 49.053 Scheidsrechter: Nicola Rizzoli (ITA) |

|                                                                |                                             |       |                                               |                                                                                |
| 17 november EK-kwalificatie № 812 «onderlinge duels» 20:45 uur | Denemarken                                  | 2 – 2 | Zweden                                        | Telia Parken, Solna Toeschouwers: 36.051 Scheidsrechter: Martin Atkinson (ENG) |
| 17 november EK-kwalificatie № 812 «onderlinge duels» 20:45 uur | Yussuf Poulsen 81' Jannik Vestergaard 90+1' |       | 19' Zlatan Ibrahimović 76' Zlatan Ibrahimović | Telia Parken, Solna Toeschouwers: 36.051 Scheidsrechter: Martin Atkinson (ENG) |

## FIFA-wereldranglijst
| JAN | FEB | MAR | APR | MEI | JUN | JUL | AUG | SEP | OKT | NOV | DEC |
| --- | --- | --- | --- | --- | --- | --- | --- | --- | --- | --- | --- |
| 30  | 28  | 28  | 28  | 29  | 29  | 24  | 25  | 22  | 28  | 35  | 42  |

## Statistieken
| Kasper Schmeichel     | 1986-11-05 | Leicester City      | 9  | 0 | 0 | 18 | 0 |
| Stephan Andersen      | 1981-11-26 | FC Kopenhagen       | 1  | 0 | 0 |    |   |
| Verdediging           |            |                     |    |   |   |    |   |
| Simon Kjær            | 1989-03-26 | Fenerbahçe SK       | 10 | 0 | 0 |    |   |
| Lars Jacobsen         | 1979-09-20 | En Avant Guingamp   | 9  | 0 | 0 |    |   |
| Daniel Agger          | 1984-12-12 | Brøndby IF          | 7  | 0 | 0 |    |   |
| Riza Durmisi          | 1994-01-08 | Brøndby IF          | 6  | 1 | 0 | 7  | 0 |
| Erik Sviatchenko      | 1991-10-04 | Celtic              | 2  | 2 | 1 | 5  | 1 |
| Simon Poulsen         | 1984-10-07 | PSV Eindhoven       | 2  | 2 | 0 |    |   |
| Nicolai Boilesen      | 1992-02-16 | Ajax Amsterdam      | 2  | 0 | 0 |    |   |
| Andreas Bjelland      | 1988-07-11 | Brentford           | 1  | 0 | 0 |    |   |
| Jannik Vestergaard    | 1992-08-03 | Werder Bremen       | 0  | 3 | 1 |    |   |
| Andreas Christensen   | 1996-04-10 | Borussia M'gladbach | 0  | 2 | 0 | 2  | 0 |
| Kian Hansen           | 1989-03-03 | FC Midtjylland      | 0  | 1 | 0 |    |   |
| Middenveld            |            |                     |    |   |   |    |   |
| Michael Krohn-Dehli   | 1983-06-06 | Sevilla             | 8  | 1 | 0 |    |   |
| Christian Eriksen     | 1992-02-14 | Tottenham Hotspur   | 8  | 0 | 1 |    |   |
| William Kvist         | 1985-02-24 | FC Kopenhagen       | 7  | 1 | 0 | 64 | 2 |
| Pierre-Émile Højbjerg | 1995-08-05 | Schalke 04          | 6  | 2 | 0 |    |   |
| Jakob Poulsen         | 1983-07-07 | FC Midtjylland      | 3  | 2 | 1 |    |   |
| Daniel Wass           | 1989-05-31 | Celta de Vigo       | 3  | 0 | 0 |    |   |
| Thomas Delaney        | 1991-09-03 | FC Kopenhagen       | 1  | 3 | 0 |    |   |
| Thomas Kahlenberg     | 1983-03-20 | Brøndby IF          | 1  | 0 | 0 |    |   |
| Anders Christiansen   | 1990-06-08 | Chievo Verona       | 0  | 2 | 0 |    |   |
| Lasse Schøne          | 1986-05-27 | Ajax Amsterdam      | 0  | 2 | 0 |    |   |
| Lucas Andersen        | 1994-09-13 | Willem II           | 0  | 1 | 0 |    |   |
| Aanval                |            |                     |    |   |   |    |   |
| Nicklas Bendtner      | 1988-01-16 | VfL Wolfsburg       | 10 | 0 | 3 |    |   |
| Yussuf Poulsen        | 1994-06-15 | RB Leipzig          | 4  | 4 | 2 |    |   |
| Nicolai Jørgensen     | 1991-01-15 | FC Kopenhagen       | 3  | 4 | 1 |    |   |
| Martin Braithwaite    | 1991-06-05 | Toulouse FC         | 3  | 2 | 0 |    |   |
| Lasse Vibe            | 1987-02-22 | Brentford           | 2  | 1 | 0 |    |   |
| Viktor Fischer        | 1994-06-09 | Ajax Amsterdam      | 1  | 1 | 1 |    |   |
| Pione Sisto           | 1995-02-04 | FC Midtjylland      | 1  | 1 | 0 | 2  | 0 |
| Morten Rasmussen      | 1985-01-31 | Aarhus GF           | 0  | 2 | 0 |    |   |